# Raixid Siuniàiev
Raixid Alíevitx Siunàiev (tàtar: Рәшит Гали улы Сөнәев, Rəşit Ğali uğlı Sөnəyev; rus: Раши́д Али́евич Сюня́ев) (nascut l'1 de març de 1943 a Taixkent, URSS) és un astrofísic soviètic i rus d'ascendència tàtara.

## Biografia
Es va graduar a la Facultat de Mecànica i Matemàtiques de la Universitat Estatal de Moscou.Al mateix temps, va estudiar a l'Institut de Física i Tecnologia de Moscou i a l'escola de graduats de l'Institut de Física i Tecnologia de Moscou a la Facultat de Física General i Aplicada.Doctor en Ciències Físiques i Matemàtiques (1973) i professor, va dirigir el departament d'astrofísica d'alta energia a l'Institut Rus de Recerca Espacial, i des del 1992 és investigador en cap d'aquest institut. També és director de l'Institut Max Planck d'Astrofísica a Garching (Alemanya) i Professor Visitant Distingit Maureen i John Hendricks a l'Institut d'Estudis Avançats de Princeton des del 2010.
Amb Iàkov Zeldóvitx, a l'Institut de Matemàtiques Aplicades de Moscou, va proposar el que es coneix com a efecte Siuniàev-Zeldóvitx, que es deu als electrons associats amb gas als cúmuls de galàxies que escampen la radiació còsmica de fons.
Siuniàiev, juntament amb Nikolai Xakura, va desenvolupar un model de discs d'acreció, format quan una substància cau sobre un forat negre i provoca una forta radiació de raigs X dels sistemes binaris en què una de les estrelles és un forat negre o una estrella de neutrons.
Siuniàiev va participar en importants estudis de l'univers primigeni, incloent estudis sobre la recombinació d'hidrogen a l'Univers i l'aparició de fluctuacions angulars de la radiació còsmica de fons. Va dirigir l'equip que va realitzar observacions d'instrumentació al mòdul Kvant-1, que formava part de l'estació espacial Mir. Amb l'ajut d'aquest mòdul, el 1987 es va registrar per primera vegada la radiació de raigs X d'una supernova, associada a la decadència del níquel radioactiu sintetitzat durant la mort d'una estrella, que es converteix en cobalt radioactiu i després en ferro. El seu equip de l'IKI va ser responsable de les observacions astrofísiques dels satèl·lits Granat i INTEGRAL, i actualment prepara el projecte astrofísic internacional Spektr-RG. A l'Institut d'Astrofísica Max Planck, treballa en el camp de l'astrofísica teòrica de les altes energies i la cosmologia física i també participa en la interpretació de dades del satèl·lit Planck de l'Agència Espacial Europea.

## Honors i premis
- Premi Bruno Rossi de l'American Astronomical Society (1988)
- Premi de Ciències Fonamentals de l'Acadèmia Internacional d'Astronàutica (1990)
- Premi Científic Memorial John C. Lindsay, Centre de vol espacial Goddard, NASA, Estats Units (1991)[9]
- Premi Robinson de Cosmologia, Universitat de Newcastle, Regne Unit (1995)
- Medalla d'Or de la Royal Astronomical Society (1995)
- Premi Massey del Committee on Space Research (1998)[10]
- Medalla Bruce de la Societat Astronòmica del Pacífic (2000)
- Premi Estatal de la Federació Russa en el camp de la ciència i la tecnologia l'any 2000 per l'estudi dels forats negres i les estrelles de neutrons mitjançant l'observatori astrofísic de raigs X i raigs gamma "GRANAT" el 1990-1998.[11]
- Premi Friedmann de l'Acadèmia Russa de les Ciències el 2002 per una sèrie de treballs titulats "Efecte de disminuir la brillantor de la radiació còsmica de fons en direcció als cúmuls de galàxies".[11]
- Premi Dannie Heineman d'Astrofísica per l'American Institute of Physics i l'American Astronomical Society (2003)
- Premi Gruber en Cosmologia i Medalla d'Or de la Fundació P. Gruber i la Unió Astronòmica Internacional (2003)
- Karl G. Jansky Lecture (2005)
- Premi principal de l'editorial MAIK-NAUKA per a publicacions en el camp de la física i les matemàtiques (2007)
- Premi Cradfoord d'Astronomia de la Reial Acadèmia Sueca de Ciències (2008)
- Medalla Karl Schwarzschild (màxim guardó de la Societat Astronòmica d'Alemanya) (2008)
- Premi Henry Norris Russell (màxima distinció de l'American Astronomical Society) (2008)
- Premi Internacional Rei Faisal (2009)[12]
- Premi Kyoto (2011)[13]
- Medalla a la física Benjamin Franklin per les seves "contribucions fonamentals per comprendre l'univers primigeni i les propietats dels forats negres" (2012)[14]
- Professor Einstein, Acadèmia Xinesa de les Ciències (2013)[15]
- Premi Lodewijk Woltjer, atorgat per l'European Astronomical Society (2014)
- Medalla Eddington (2015)[16]
- Medalla d'Or Iàkov Zeldóvitx, Acadèmia Russa de les Ciències (2015)[17]
- Medalla Oscar Klein (2015)[18]
- Premi Estatal de la Federació Russa en l'àmbit de la ciència i la tecnologia el 2016 per la creació de la teoria de discos d'acreció de matèria als forats negres.[19]
- Premi Marcel Grossman, ICRANet (2018)[20]
- Medalla Dirac (juntament amb Viatxeslav Mukhànov i Aleksei Starobinski, 2019)[21]

## Membre d'acadèmies
- Membre corresponent de l'Acadèmia de les Ciències de l'URSS (1984)
- Membre titular de l'Acadèmia Russa de les Ciències (1992)
- Membre estranger de l'Acadèmia Nacional de Ciències dels Estats Units (1991)
- Membre de l'Acadèmia Internacional d'Astronàutica (1986)
- Membre de l'Academia Europaea (1990)
- Membre estranger de l'Acadèmia Americana de les Arts i les Ciències (1992)
- Acadèmic honorari de l'Acadèmia de Ciències de la República de Tatarstan (1995)
- Membre de la Societat Max Planck (1995)
- Membre de l'Acadèmia Alemanya de Ciències Naturals "Leopoldina" (2003)
- Membre estranger de la Reial Acadèmia de Ciències i Arts dels Països Baixos (2004)
- Membre estranger de la Royal Society, Regne Unit (2009) [20]